# Arremon basilicus
El cerquero de Bangs o gorrión montés colombiano (Arremon basilicus) es una especie de ave paseriforme de la familia Passerellidae endémica de la Sierra Nevada de Santa Marta, en el norte de Colombia, donde se encuentra en el sotobosque de los bosques húmedos entre los 300 y 1200 m s. n. m., en especial cerca del borde del bosque.

## Taxonomía
Anteriormente se consideraba una subespecie del cerquero cabecilistado (A. torquatus), pero desde 2010 se consideran especies separadas, por sus diferencias en la genética, los cantos y el plumaje.